# عائشة بيبي
عائشة بيبي هو ضريح أو مقام لإمرأة من النبلاء من القرن 11 أو 12 م يقع على طريق الحرير في قرية عائشة بيبي والتي تبعد 18 كم عن طراز في كازاخستان. ويشتهر محلياً كضريح للحب والإخلاص.
يعد ضريح عائشة بيبي من المعالم الوطنية التاريخية في كازاخستان، وصنفته اليونسكو كأحد معالم التراث الإنساني الأولى بالحماية منذ عام 2002م.

## التصميم
وفقاً للأسطورة فقد بني الضريح من قبل أحد الحكام من سلالة القراخانات لخطيبته الجميلة عائشة بيبي بنت الشاعر الصوفي حكيم عطا سليمان بكيرجاني. المبنى بكامله مغطى ببلاط طيني مزخرف بـ 60 نمط مختلف من الزخارف النباتية والهندسية. وهو يشابه في الأسلوب ضريح السامانيين في بخارى.

### الموقع
عائشة بيبي هو جزء من مجمع أكبر، وعلى بعد 10 م منه يوجد ضريح أخر باباجي خاتون (الملكة الحكيمة)، محاطة بمنطقة حدائق وموقف سيارات وهي تشكل معلم وطني. ويقع المجمع على تلة تطل على واحة طراز من الغرب.

## صور

تفاصيل ضريح عائشة بيبي
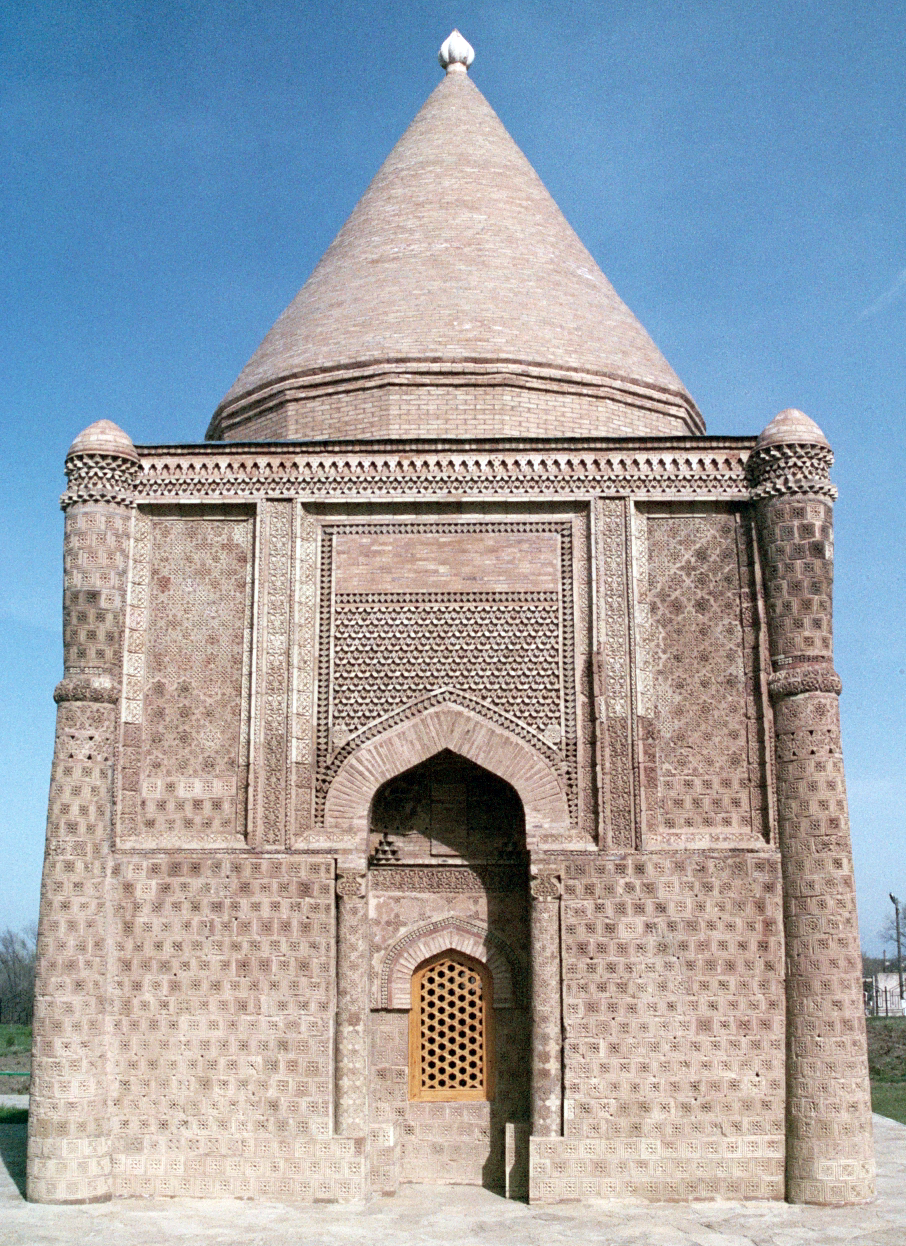
الارتفاع
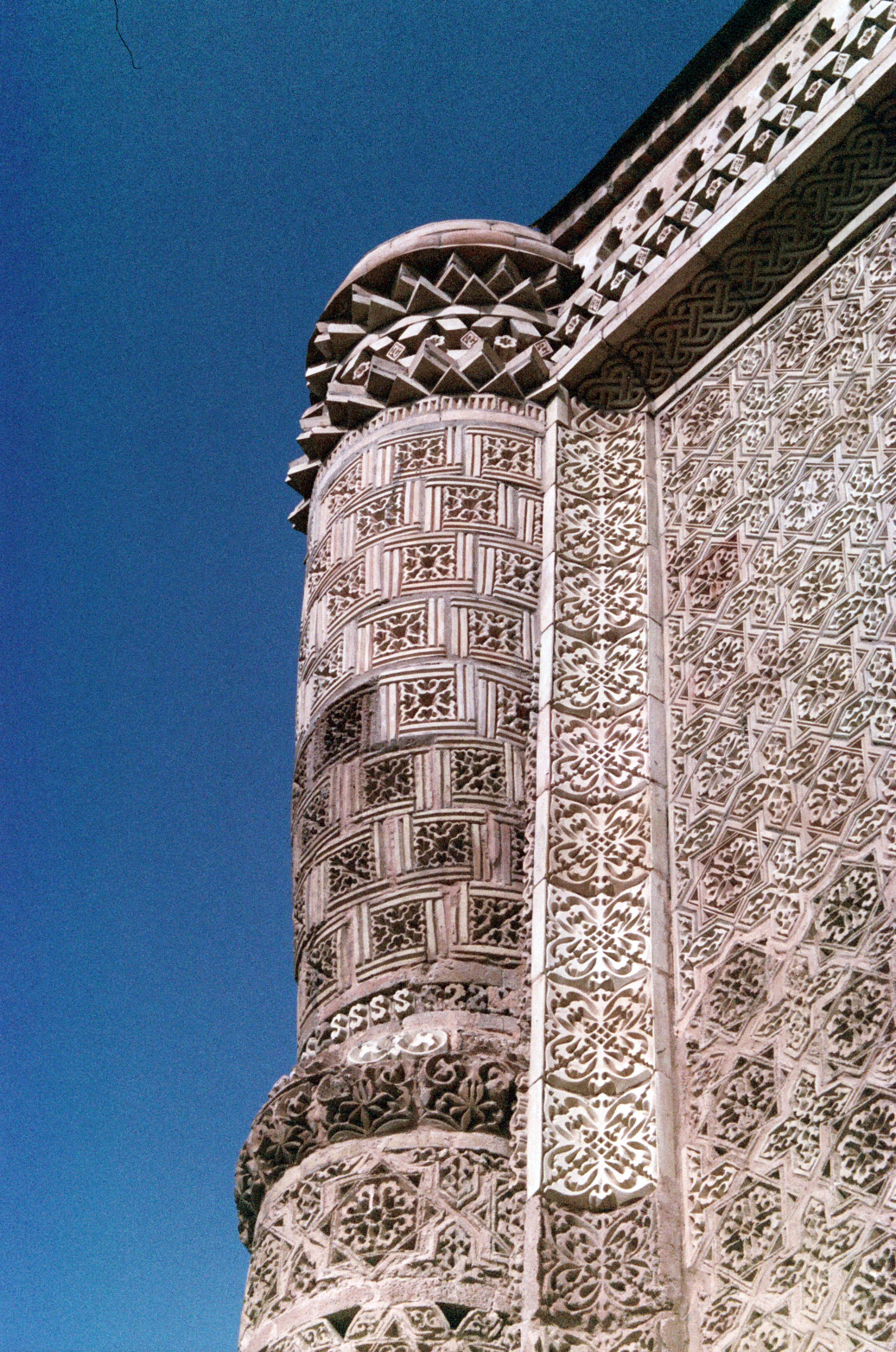
عمود الزاوي
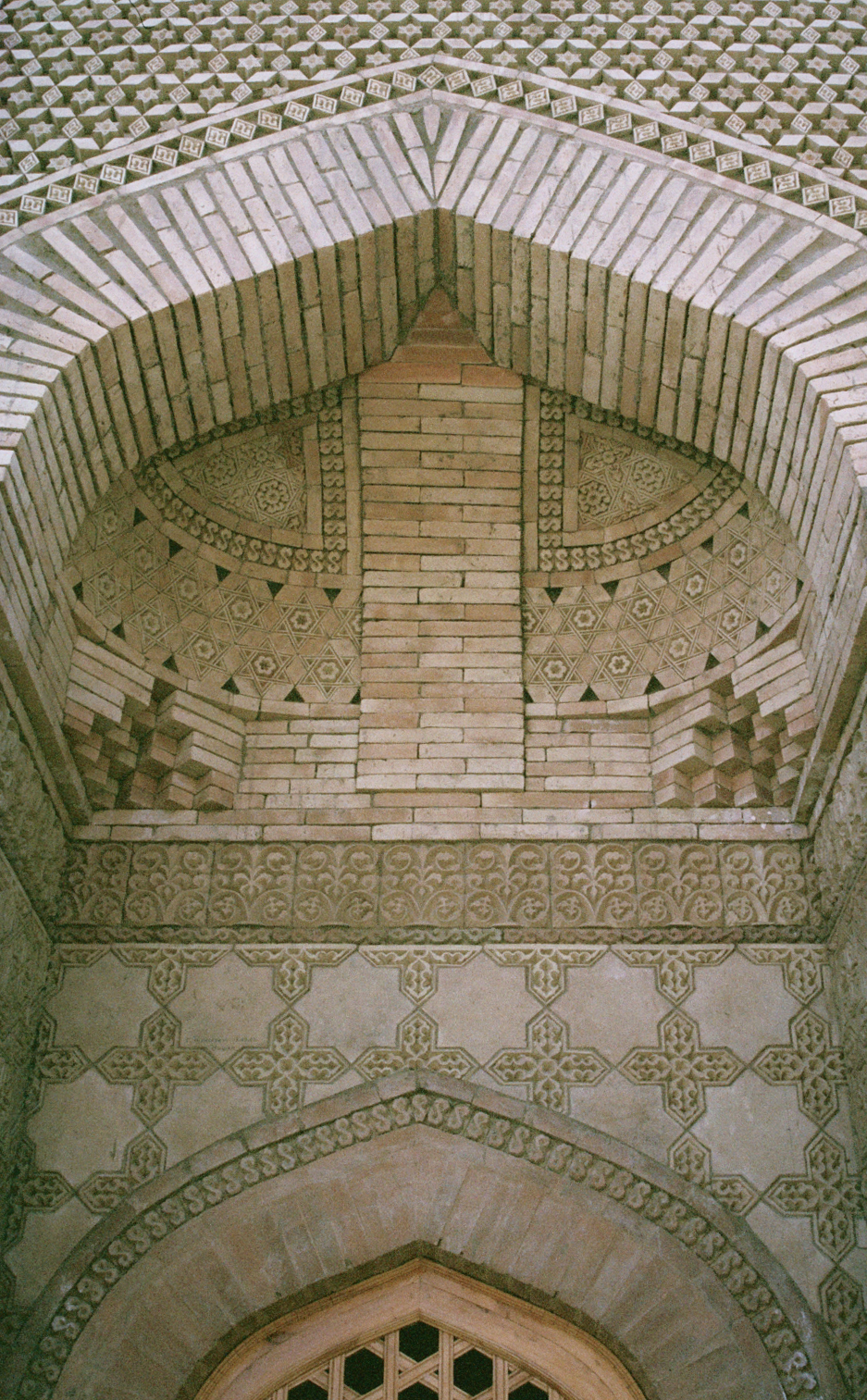
قوسي المركز
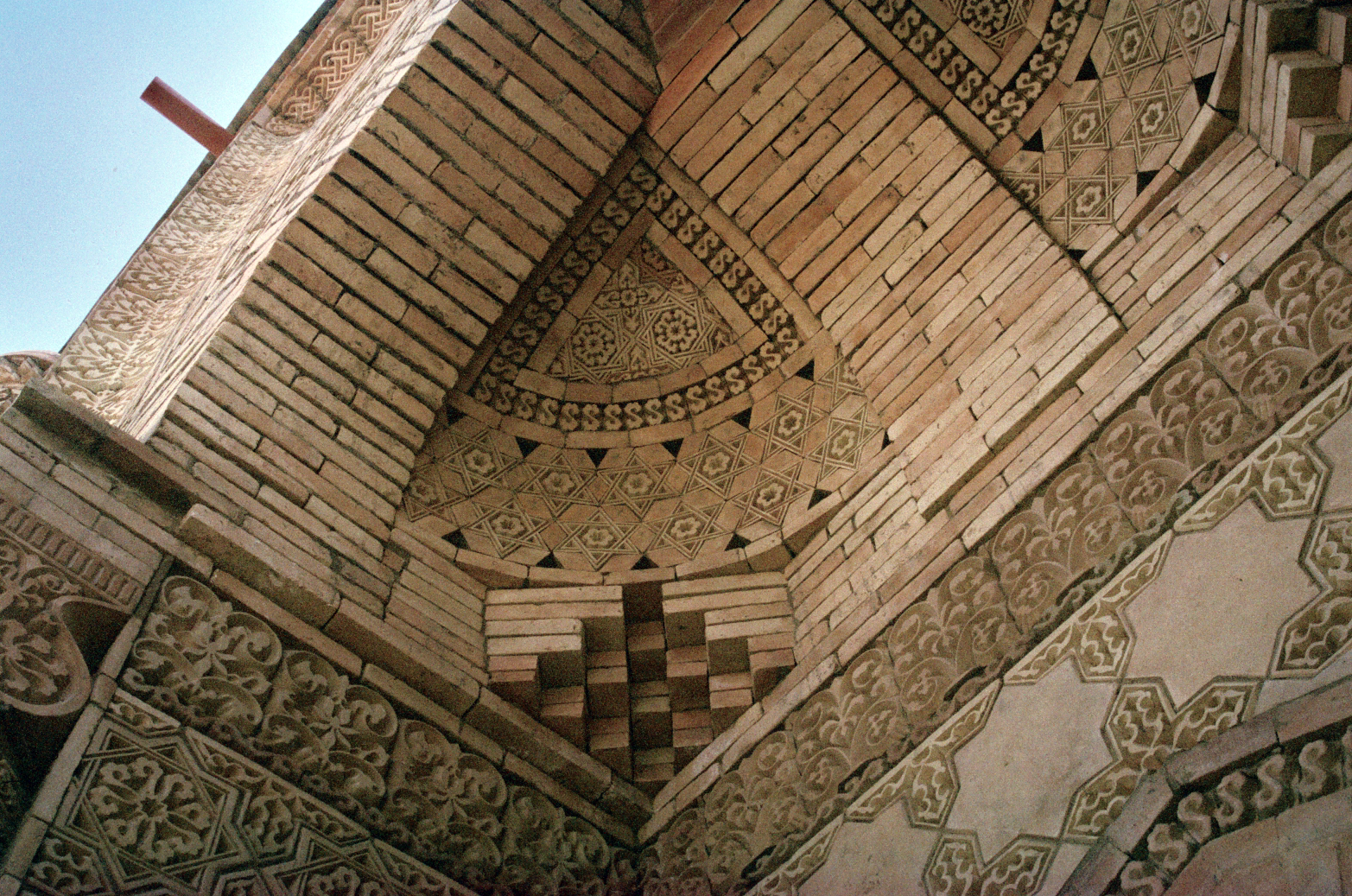
تفاصيل حنية مقرنص
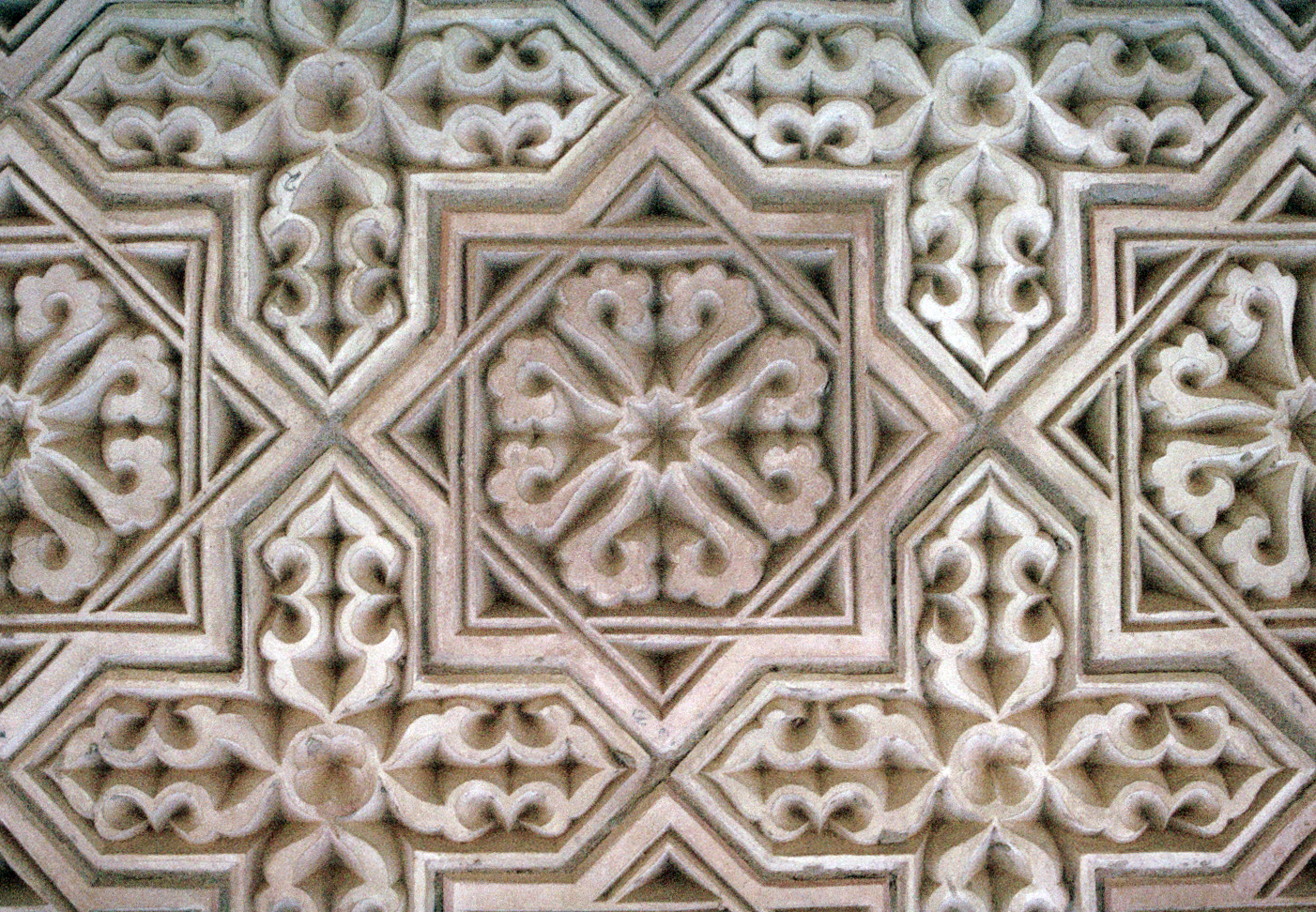
بلاط الواجهة
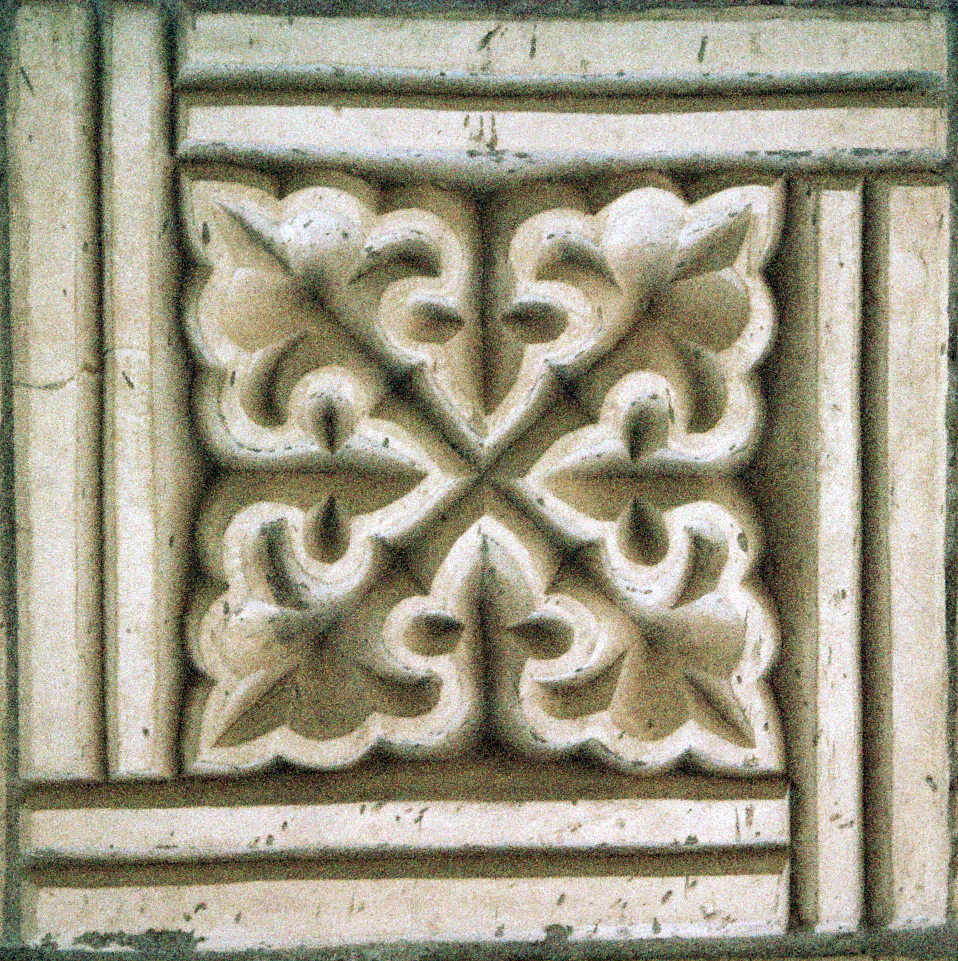
بلاط العمود
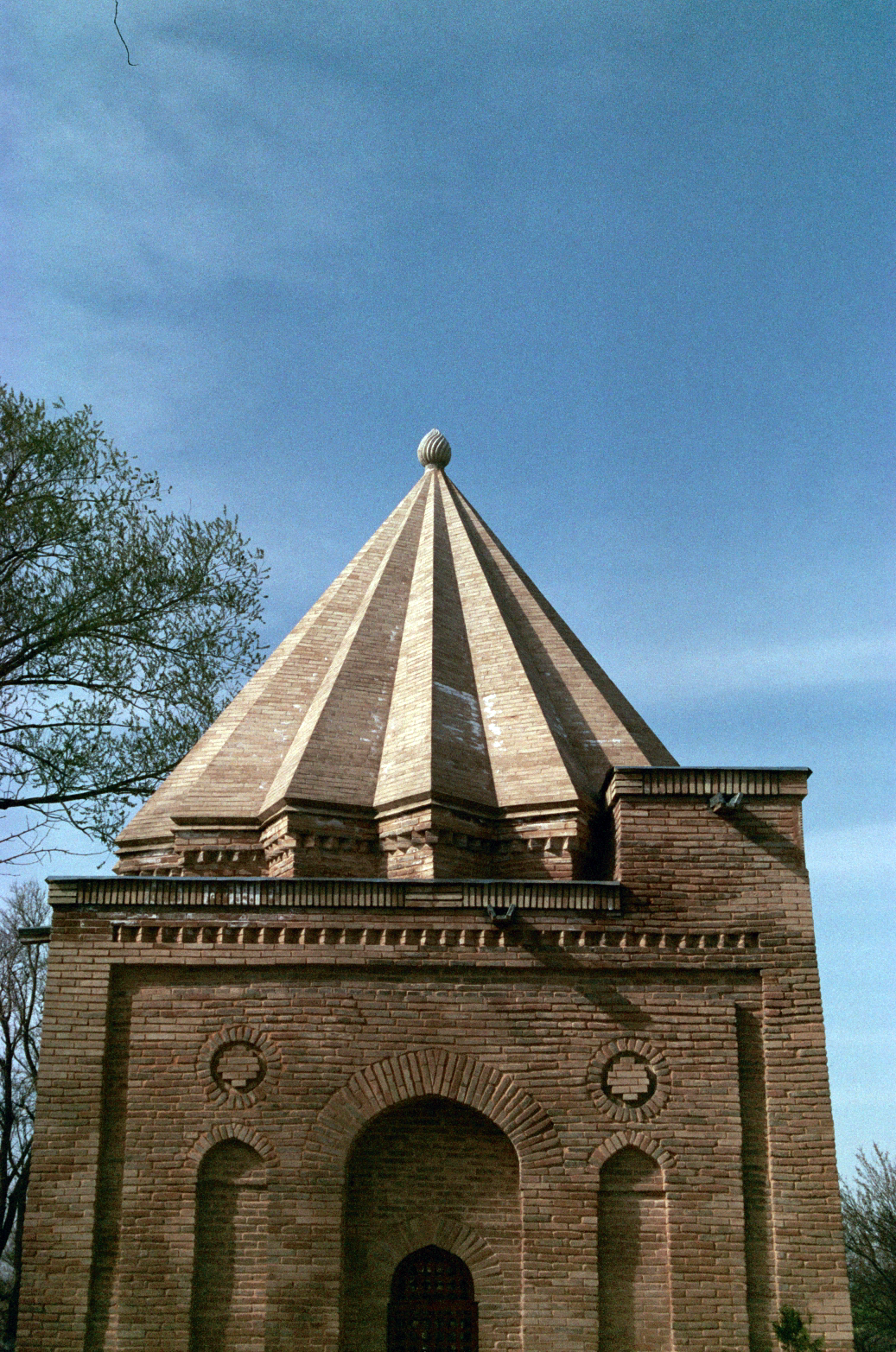
الارتفاع
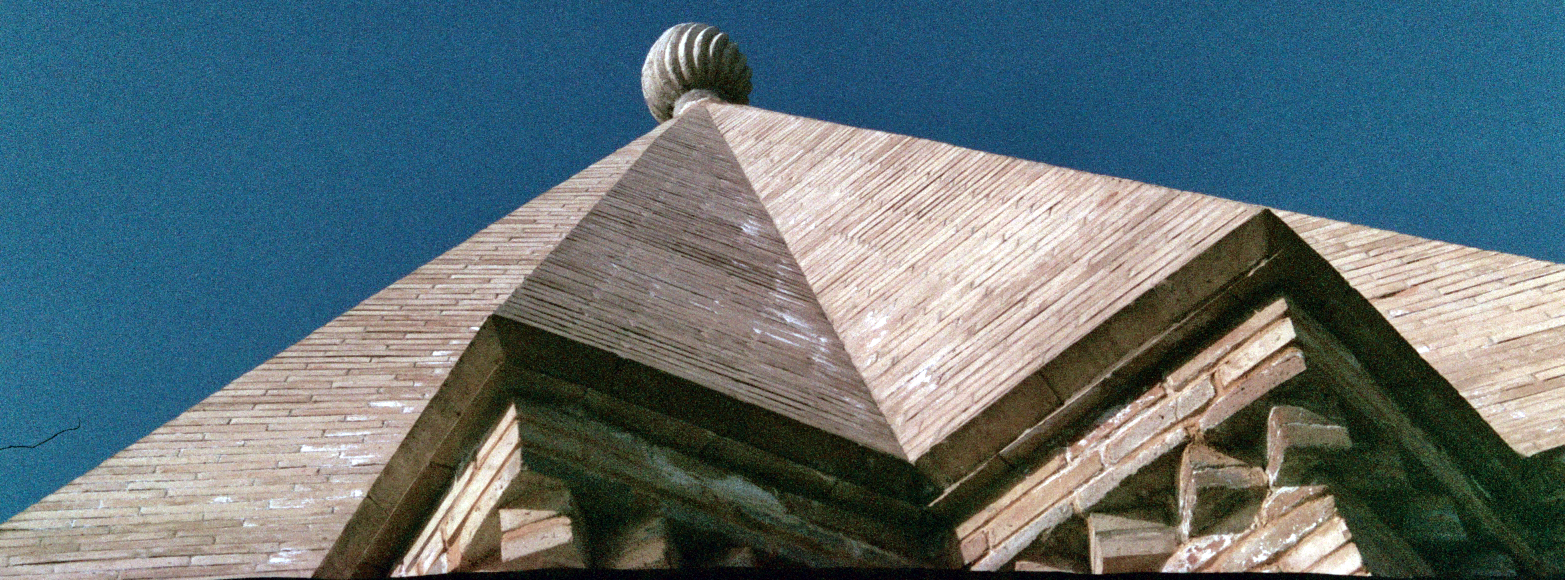
تفاصيل القبة
مخطط 1م=20مم